# FFV1
FFV1 (FF video codec 1) è un codec video senza perdita di qualità (lossless) utilizzante la tecnica intra-frame.
Può usare sia una lunghezza di codifica variabile sia una codifica aritmetica per la codifica di entropia.
Il codificatore e il decodificatore fanno parte di libavcodec, una libreria libera e open-source nel progetto FFmpeg, FFV1 è incluso in ffdshow.
FFV1 è particolarmente popolare per le sue prestazioni in velocità e dimensioni finali del file, soprattutto rispetto ad altri algoritmi lossless come M-JPEG2000.